# The Gaslight Anthem
The Gaslight Anthem es un grupo de punk rock estadounidense procedente de Nueva Jersey. publicaron su primer álbum de estudio, Sink or Swim, con la discográfica XOXO Records. Su segundo álbum, titulado The 59 Sound, Con SideOneDummy Records en agosto del 2008.

## Historia del grupo

### Sink or Swim(Nadar o Hundirse)
El debut completo The Gaslight Anthem Sink or Swim fue bien recibido por los sitios de música independiente: punknews.org, AbsolutePunk.net, Ultimate Guitar y las publicaciones más conocidas en Spin.com.
Un EP de 4 canciones titulado Señor and the Queen salió el 5 de febrero de 2008 a través de Sabot Productions. Una versión de 7" del vinilo también fue publicada en un estándar de vinilo negro, en versión limitada, otro en rojo, también en versión limitada de 500 copias y uno blanco de 100 copias.

### The '59 Sound(El Sonido 59)
El 6 de agosto de 2008, la banda hizo historia en la música británica después de convertirse en la primera banda en aparecen en la portada de la revista Kerrang, sin tener previamente artículos sobre ellos, al que titularon "El mejor grupo que oirás en 2008".
" El segundo álbum de la banda, fue lanzado el 19 de agosto de 2008 a través de SideOneDummy Records. El disco fue producido por Ted Hutt y fue elegido como el álbum número 1 de 2008 por la eMusic, y también recibió una alta calificación de Pitchfork Media.
En 2008, la banda interpretó "God's Gonna Cut You Down" para un álbum tributo a Johnny Cash: All Aboard! A Tribute to Johnny Cash. En 2009 la canción I'da Called You Woody, Joe fue presentada como parte de la banda sonora del videojuego Skate 2. 
En 2009, The Gaslight Anthem anunció un acto de apoyo a Bruce Springsteen y Dave Matthews en el Hyde Park Calling.
En el Festival de Glastonbury de Inglaterra el 27 de junio de 2009, Bruce Springsteen se unió a la banda en el escenario durante su actuación de "The Sound 59." Brian Fallon contribuyeron más tarde a establecer como cabeza de cartel de Springsteen, interpretando la canción "No Surrender". A raíz de estas actuaciones, las ventas de "The Sound '59" aumentaron un 200%. En el "Hard Rock Calling" el 28 de junio, la banda se volvió a unir a Springsteen en el escenario y de nuevo interpretó "The '59 Sound". Al igual que en Glastonbury, Fallon ha contribuido a establecer como cabeza de cartel a Springsteen, y se unieron cantando "No Surrender".
En agosto de 2009, The Gaslight Anthem ganó el 2009 Kerrang! Award por "Mejor Artista Internacional".
El 7 de agosto de 2009, The Gaslight Anthem actuó en Lollapalooza en Chicago.
La banda actuó en Reading Festival en el Reino Unido y Leeds Festival a finales de agosto, y ha anunciado una extensa gira por América del Norte fijada para septiembre y octubre. Murder by Death, Frank Turner, y seres queridos están entre los apoyos en esta gira.
A finales de 2009  Gaslight Anthem entrará en el estudio una vez más con el productor Ted Hutt, para comenzar a grabar su tercer álbum estudio, que saldrá en el primer semestre de 2010.
En 2010 sacaron su tercer CD, handwritten. CD con el que consiguieron seguir triunfando.
En 2014 Sacaron su cuarto disco, get-hurt.
En agosto de 2015 anuncian en su página de Facebook la separación indefinida de la banda tras finalizar la gira que están llevando a cabo por Europa.

## Influencias
La música de The Gaslight Anthem abraza muchos elementos de Jersey Shore sound. La afición del grupo a Springsteen, es una influencia significativa en su música y es un hecho celebrado por los fanáticos y críticos por igual. Un crítico, desde varios puntos de vista escribió: "The Gaslight Anthem son como algo de ficción especulativa: esto es lo que la música pop sería, si Springsteen no hubiese escuchado a su productor, dejó a The Ramones grabar Hungry Heart y poner en marcha CBGB

## Miembros de la banda
- Brian Fallon - Voz principal, guitarra
- Alex Rosamilia - guitarra y coros
- Alex Levine - bajo y coros
- Benny Horowitz - batería y percusión

## Discografía

### Álbumes
- Sink or Swim (2007)
- The '59 Sound (2008) US #70, UK #55
- American Slang (2010)
- Handwritten (2012)
- Get Hurt (2014)

### Otras publicaciones
- "Sink or Swim Demos" (vinilo de 7")
- Live at Park Ave. EP (18 de abril de 2009, vinilo de 10" - Exclusivo de Record Store Day[13])